# Слишком много поцелуев
«Слишком много поцелуев» (англ. Too Many Kisses) — немая комедия режиссёра Пола Слоана, вышедшая на экраны 11 января 1925 года. Основана на рассказе Джона Монка Сондерса A Maker of Gestures (1923).

## Сюжет
Ричард Гейлорд-младший (Ричард Дикс) — любвеобильный молодой человек, отец которого не знает, что с ним делать. Устав от спасать сына из романтических ловушек, Ричард Гейлорд-старший (Фрэнк Карриер) решает отправить его в Страну Басков, полагая, что тамошние женщины будут принимать ухаживания только от соплеменников.
Почти сразу местная девушка Ивонна Хурджа (Фрэнсис Говард) увлекается Ричардом, который, по её мнению, может помочь освободиться от нежелательного внимания местного гвардейца Хулио (Уильям Пауэлл). Между Ричардом и Хулио разгорается соперничество. Не сумев сразиться с Ричардом на дуэли, Хулио организовывает похищение, а сам сватается к Ивонне. Но Ричард сбегает, находит Хулио и завязывает с ним драку. В этот момент приезжает отец Ричарда и, впечатлённый упорством сына, одобряет брак с Ивонной и выделяет влюблённым половину доходов от семейного бизнеса.

## В ролях
- Ричард Дикс — Ричард Гейлорд-младший
- Фрэнсис Ховард — Ивонн Хурджа
- Уильям Пауэлл — Хулио
- Фрэнк Карриер — Ричард Гейлорд-старший
- Джозеф Берк — мистер Симмонс
- Альбер Тавернье — Мануэль Хурджа
- Артур Людвиг — Мигель
- Пол Панцер — Педро
- Харпо Маркс — деревенский Питер Пэн
- Элис Миллс — флэппер

## Отзывы
В рецензии Billboard, опубликованной в марте 1925 года, отмечена «энергичная и приятная» игра Ричарда Дикса, которая «особенно понравится его поклонникам».
Журнал Variety, в свою очередь, заметил комедийный талант Харпо Маркса, уже известного по музыкальным постановкам на Бродвее в составе труппы братьев Маркс. Его роль деревенского дурачка позволила рецензенту предположить, что будущие фильмы с участием актёра стоит посмотреть.

## Наследие
Фильм примечателен тем, что является наиболее ранней из сохранившихся лент с участием Харпо Маркса и единственным фильмом, в котором он не снимается вместе со своими братьями. (Его младший брат Зеппо участвовал в фильме с похожим названием «Поцелуй в темноте», вышедшем на экраны три месяца спустя после премьеры «Слишком много поцелуев»). По своей роли Харпо произносит реплики (хотя и не звучащие, поскольку это немой фильм, но отображаемые на интертитрах), что является уникальным случаем в его карьере.
Фильм был отреставрирован Обществом по сохранению фильмов (англ. Film Preservation Society). 29 ноября 2020 года на канале Turner Classic Movies состоялась его телевизионная премьера, а на следующий день он поступил в продажу на Blu-ray. Сын Маркса, Билл Маркс, сочинил и записал к отреставрированной версии новый саундтрек.